# Petrčane
Petrčane so naselje na Hrvaškem, ki upravno spada pod mesto Zadar Zadrske županije.
Petrčane so naselje in manjše pristanišče na obali istoimenskega zaliva oddaljeno okoli 11 km zahodno od Zadra. Na področju današnjega naselja sta imela  v preteklosti posest zadrska samostana sv. Kerševana in sv. Platona. Ob obali jugozahodno od naselja se je ohranila cerkvica sv. Bartula postavljena na prelomu 12. in 13. stoletja z romanskimi stilskimi karakteristikami in masivnim zvonikom na pročelju, ki so ga kasneje pretvorili v stanovanjsko zgradbo imenovano Kulina.

## Demografija
| Pregled števila prebivalcev po letih | Pregled števila prebivalcev po letih | Pregled števila prebivalcev po letih | Pregled števila prebivalcev po letih | Pregled števila prebivalcev po letih | Pregled števila prebivalcev po letih | Pregled števila prebivalcev po letih | Pregled števila prebivalcev po letih | Pregled števila prebivalcev po letih | Pregled števila prebivalcev po letih | Pregled števila prebivalcev po letih | Pregled števila prebivalcev po letih | Pregled števila prebivalcev po letih | Pregled števila prebivalcev po letih | Pregled števila prebivalcev po letih |
| ------------------------------------ | ------------------------------------ | ------------------------------------ | ------------------------------------ | ------------------------------------ | ------------------------------------ | ------------------------------------ | ------------------------------------ | ------------------------------------ | ------------------------------------ | ------------------------------------ | ------------------------------------ | ------------------------------------ | ------------------------------------ | ------------------------------------ |
| 1857                                 | 1869                                 | 1880                                 | 1890                                 | 1900                                 | 1910                                 | 1921                                 | 1931                                 | 1948                                 | 1953                                 | 1961                                 | 1971                                 | 1981                                 | 1991                                 | 2001                                 |
| 270                                  | 295                                  | 332                                  | 375                                  | 394                                  | 447                                  | 600                                  | 545                                  | 614                                  | 621                                  | 612                                  | 512                                  | 534                                  | 575                                  | 617                                  |